# Heinrich Zimmer
Heinrich Zimmer (6 de diciembre de 1890, Greifswald, Alemania-20 de marzo de 1943, New Rochelle, Estados Unidos) fue un indólogo y lingüista alemán, así como historiador del arte del sur asiático, más conocido por sus obras Mitos y símbolos en el arte indio y Civilización y filosofías de la India.
Fue el erudito alemán más importante en filología india después de Max Müller (1823-1900).
En 2010, se inauguró una "Cátedra Heinrich Zimmer de Filosofía e Historia Intelectual de la India" en la Universidad de Heidelberg.

## Biografía
Zimmer comenzó su carrera estudiando sánscrito y lingüística en la Universidad de Berlín donde se recibió en 1913.
Entre 1920 y 1924 se docencia en la Universidad de Greifswald, trasladándose a Heidelberg para ocupar la presidencia en filología india.
En 1929 se casó con Christiane Hofmannsthal, hija de Hugo von Hofmannsthal.
En 1938 fue despedido por los nazis, emigrando a Inglaterra donde entre 1939 y 1940 sería profesor en el Balliol College (Oxford). 
En 1942 marcharía a Nueva York para aceptar una posición de profesor visitante de filosofía en la Universidad de Columbia. Uno de sus estudiantes durante este período fue Joseph Campbell.
Falleció de neumonía el año siguiente (1943) en New Rochelle (estado de Nueva York).

## Obra
El método de Zimmer consistía en examinar imágenes religiosas usando su significado sagrado como una llave de transformación psíquica.
Su empleo de doctrinas religiosas hinduistas e historia religiosa para interpretar el arte estaba en desacuerdo con la idea tradicional.
Su vasto conocimiento en mitología hindú y filosofía (en particular sobre los puranas y sobre tantra) le dieron ideas sobre el arte, que fueron apreciadas por Joseph Campbell entre otros.
Campbell editó muchos de los escritos de Zimmer después de su muerte.
El psiquiatra Carl Gustav Jung también desarrolló una larga relación de muchos años con Zimmer, y por casualidad corrigió un volumen de Zimmer titulado Der Weg zum Selbst (ambos se conocieron en 1932, después de lo cual Zimmer, junto a Richard Wilhelm, se convertiría en uno de los pocos amigos masculinos de Jung).
Se le atribuye a Zimmer su popularización del arte surasiático en Occidente.

## Publicaciones
- Studien zur Geschichte der Gotras, 1914 (online)
- Kunstform und Yoga im Indischen Kultbild (Artistic Form and Yoga in the Sacred Images of India, 1926; traducido y editado por Gerald Chapple, James B. Lawson y J. Michael McKnight, 1984
- Spiel um den Elefanten. Ein Buch von indischer Natur, 1929. Neuauflage: Suhrkamp, Frankfurt am Main 1979, ISBN 3518370197. Enthält eine Übersetzung der Matanga-lila, einer altindischen Elefantenkunde von Nilakantha. (online)
- Ewiges Indien: Leitmotive indischen Daseins, Zürich 1930 (online)
- Maya: Der Indische Mythos, 1936
- Der Weg zum Selbst. Lehre und Leben des Shri Ramana Maharshi. Rascher, Zúrich, 1944
- Myths and Symbols in Indian Art and Civilization. New York. Editó Joseph Campbell, 1946
- Hindu Medicine. Editó Ludwig Edelstein, 1948
- The King and the Corpse: Tales of the Soul's Conquest of Evil. Editado por Joseph Campbell, 1948
- Philosophies of India. Editado por Joseph Campbell, 1953
- The Art of Indian Asia, its Mythology and Transformations. Completado y editado por Joseph Campbell, 1955
- Philosophie und Religion Indiens. Ed. Joseph Campbell. Suhrkamp, Frankfurt am Main, 1961, ISBN 3-518-27626-3
- Yoga und Buddhismus. Indische Sphären. Indel, Frankfurt am Main, 1973, ISBN 3-458-01745-3
- Die indische Weltmutter. Ensayos. Ed. Friedrich Wilhelm, Insel, Frankfurt am Main, 1980, ISBN 3-458-04967-3
- Heinrich Zimmer: Coming Into His Own. Editó Margaret H. Case, 1994

### Traducción
- Daisetsu Teitaro Suzuki: Die große Befreiung – Einführung in den Zen-Buddhismus. Weller, Leipzig 1939. 14 weitere Auflagen bis 2010. Mit einem Geleitwort von C. G. Jung. Originaltitel: The Great Liberation . Introduction to Zen Buddhism. Eastern Buddhist Society, Kyōtō 1934

### Obras completas
- Obras completas, Rascher, Zürich & Stuttgart
  - Volumen 1: Mythen und Symbole in indischer Kunst und Kultur. 1951
  - Volumen 2: Maya, der indische Mythos. 1952
  - Volumen 3: Der Weg zum Selbst. Lehre u. Leben des indischen Heiligen Shri Ramana Maharshi aus Tiruvannamalei. Hgg. v. Carl G. Jung. 1954
  - Volumen 4: Abenteuer und Fahrten der Seele. Der König mit dem Leichnam und andere Mythen Märchen und Sagen aus keltischen und östlichen Kulturbereichen. Darstellung und Deutung. 1961
  - Volumen 5: Indische Sphären. 1963

## Edición en castellano
- Filosofías de la India. Edición de Joseph Campbell, traducido por J. A. Vázquez. México/Madrid: Sexto Piso Editorial. 2010. ISBN 978-84-96867-64-2.
- Mitos y símbolos de la India. Prólogo de Joseph Campbell, traducido por Francisco Torres Oliver. Cuarta edición, colección El Árbol del Paraíso 1. 41 ilustraciones. Madrid: Ediciones Siruela. 2001, 2008. ISBN 978-84-7844-291-1.
- El rey y el cadáver: cuentos, mitos y leyendas sobre la recuperación de la integridad humana. Barcelona: Paidós Ibérica. 1999. ISBN 978-84-493-0691-4.
- Yoga y budismo. Barcelona: Editorial Kairós. 1998. ISBN 978-84-7245-381-4.

Sobre Zimmer
- Jung, Carl Gustav (2008). Obra completa: Volumen 11. Acerca de la psicología de la religión occidental y de la religión oriental. XV. Sobre el santón hindú. Introducción al libro de H. Zimmer Der Weg zum Selbst (1944). Madrid: Trotta. ISBN 978-84-8164-902-4/ ISBN 978-84-8164-907-9.
- – (1964/2005). Heinrich Zimmer. En Autobiografía de C. G. Jung, editado por Aniela Jaffé, Recuerdos, sueños, pensamientos, páginas 444-446. Colección Los Tres Mundos. Séptima edición. Barcelona: Editorial Seix Barral. ISBN 978-84-322-0829-4.